# TraXion

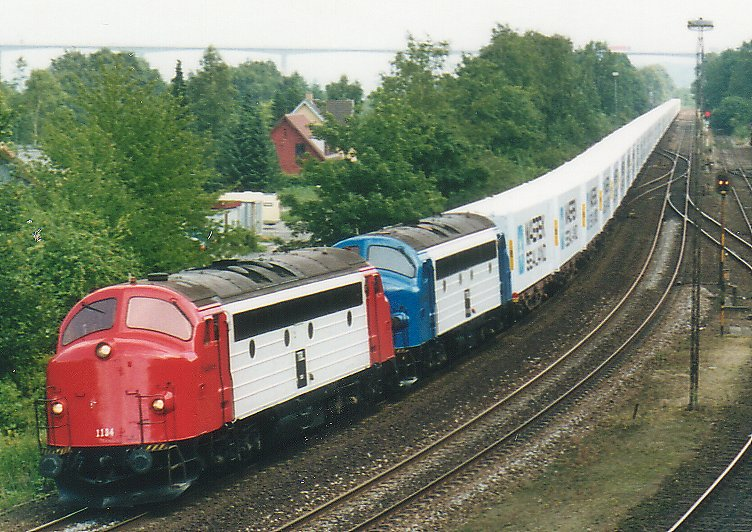
TraXion diesellocomotieven MY1134 en MY1110 aan kop van een Maersk containertrein van Tinglev naar Aarhus bij Vejle.

TraXion (TRX) was een private spoorwegmaatschappij op Jutland in Denemarken. TraXion werd opgericht in 2001 om de containertreinen tussen de Maersk containerfabriek in Tinglev en Aarhus van de in dat jaar failliet verklaarde Privatbanen Sønderjylland over te nemen. Wegens economische problemen werd TraXion op 1 november 2002 zelf ook failliet verklaard. De containertreinen tussen Tinglev en Aarhus werden toen overgenomen door Railion Danmark.

## Materieel
TraXion leaste aanvankelijk enkele diesellocomotieven type MY van Tønder Bank, uit het bestand van het failliete Privatbanen Sønderjylland. Later kon TraXion enkele locomotieven van hetzelfde type overnemen van de DSB. De van Tønder Bank geleasete locomotieven werden na de beëindiging van de lease door Tønder Bank doorverkocht aan de Zweedse spoorwegmaatschappij Skånetåg.